# Mausmakis

Das Verbreitungsgebiet der Mausmakis auf Madagaskar

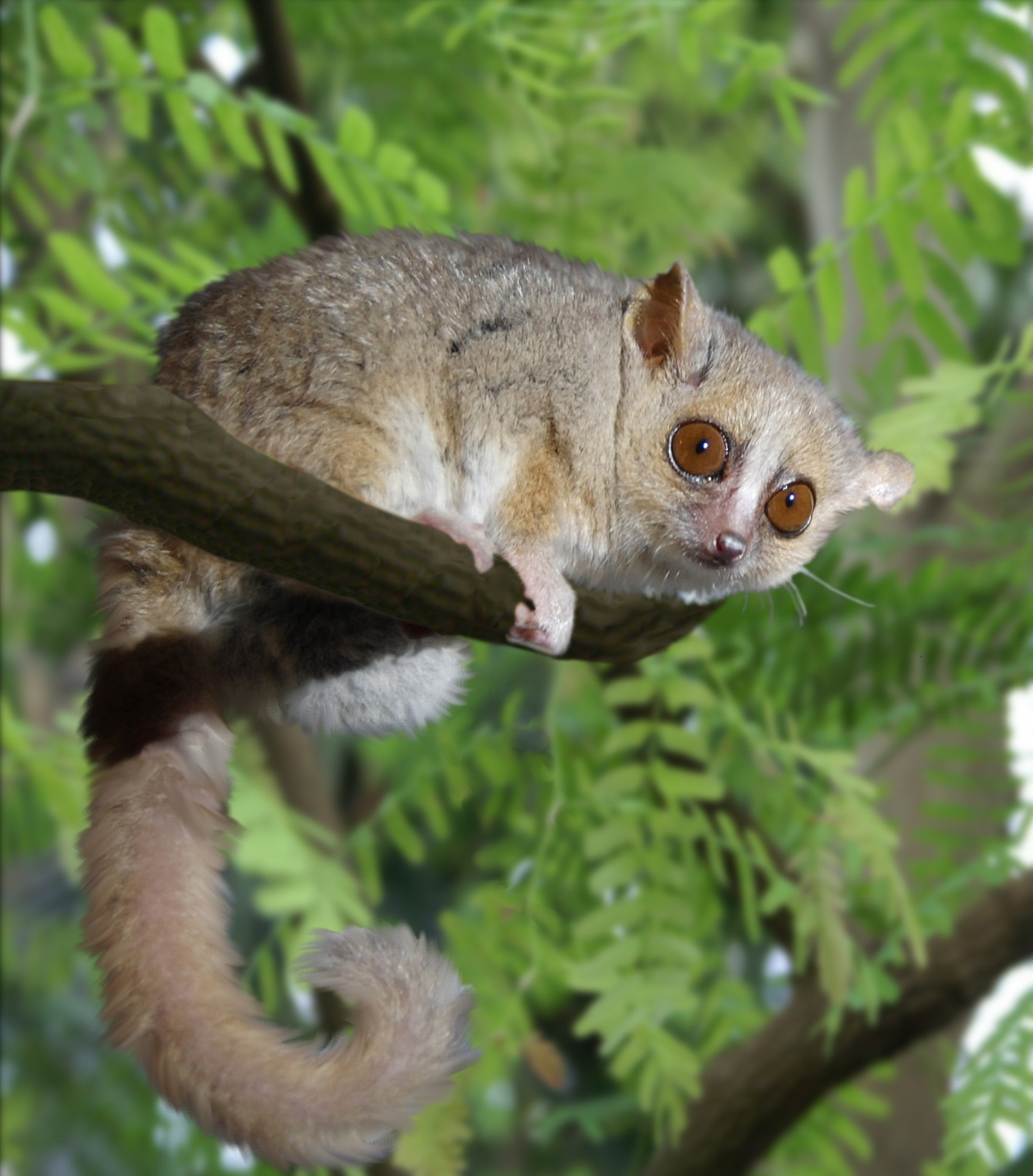
Grauer Mausmaki (Microcebus murinus)

Die Mausmakis (Microcebus) sind eine in Madagaskar beheimatete Primatengattung aus der Gruppe der Lemuren mit 25 Arten. Zu ihnen gehören die kleinsten Primaten überhaupt.

## Merkmale
Mausmakis haben ein weiches, kurzes Fell, das rötlich-braun oder grau gefärbt sein kann. Die Unterseite ist weißlich, darüber hinaus ist ein weißer Nasenstreifen und ein meist unauffälliger Rückenstreifen vorhanden. Die Hinterbeine sind länger als die Vorderbeine, der Kopf ist durch die kurze Schnauze, den runden Schädel, die großen Augen und die vergrößerten Ohren gekennzeichnet. Die Kopfrumpflänge der Mausmakis beträgt neun bis 15 Zentimeter, der Schwanz ist ebenso lang wie der Körper. Ihr Gewicht variiert zwischen 30 und 100 Gramm, ist jedoch starken saisonalen Schwankungen unterworfen.

## Verbreitung und Lebensraum
Mausmakis kommen wie alle Lemuren nur auf Madagaskar vor, wo sie zu den häufigsten und weit verbreitetsten Vertretern dieser Primatengruppe zählen. Ihr Lebensraum sind Wälder, wobei sie sowohl die Trockenwälder im Westen als auch die Regenwälder im Osten ihrer Heimatinsel bewohnen. Sie fehlen lediglich im unbewaldeten zentralen Hochland.

## Lebensweise und Ernährung

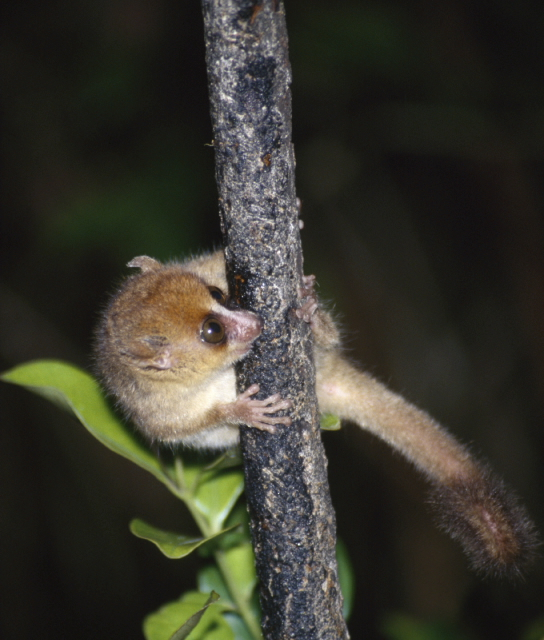
Brauner Mausmaki (Microcebus rufus)

Mausmakis leben vorwiegend auf den Bäumen, sie sind nachtaktiv und schlafen tagsüber in selbst errichteten, runden Blätternestern oder Baumhöhlen. Weibchen bilden Gruppen von zwei bis neun Tieren, die tagsüber gemeinsam schlafen, in der Nacht aber getrennt auf Nahrungssuche gehen. Die Männchen leben eher einzelgängerisch, sie zeigen ein Territorialverhalten und markieren ihr Revier mit Urin oder Kot. Manchmal finden sich männliche Tiere auch längere Zeit in Gesellschaft von Weibchengruppen.
Mausmakis besitzen die Fähigkeit bei schlechten Umweltbedingungen wie Trockenheit, geringer Nahrungs- und Wasserverfügbarkeit sowie Kälte in einen kurzzeitigen Torpor (Starrezustand) oder in längeren Winterschlaf, der bis zu zwei Wochen dauern kann, zu fallen. Dabei werden Körpertemperatur und Stoffwechselrate abgesenkt, sodass Energie eingespart wird. Der Torpor ist ganzjährig zu beobachten, vermehrt aber in der Trockenzeit. Die Tiere gehen bei schlechten Witterungsbedingungen gegen Mitternacht in Torpor und lassen sich dann morgens passiv von der aufsteigenden Hitze erwärmen und aufwecken. Durch den Torpor und das passive Aufwärmen sparen sie viel Energie. Der Winterschlaf konnte bislang nur während der Trockenzeit beobachtet werden und scheint nicht so lang zu dauern wie bei den verwandten Fettschwanzmakis. Zur Vorbereitung legen sie während der Regenzeit einen Fettvorrat (braunes Fettgewebe) in ihrem Schwanz an.
Mausmakis sind Allesfresser, allerdings machen Früchte einen beträchtlichen Teil ihrer Nahrung aus. Daneben verzehren sie auch Insekten, Spinnen, Blüten, Nektar und Blätter.

## Fortpflanzung
Die Paarung erfolgt unmittelbar nach Ende der Trockenzeit, wobei die Tiere ein rituelles Balzverhalten kennen, das sich in Quietschlauten und dem versuchten Fangen des Schwanzes des Partners ausdrückt. Bei den Mausmakis ist das Weibchen oft nur eine Nacht jährlich empfängnisbereit; in diesem kleinen Zeitfenster kommt es zu vermeintlich wahllosen Kopulationen mit bis zu sieben Männchen. Offenbar gibt es bei den Makiweibchen körpereigene postkoitale Mechanismen zur Selektion gesunden, die Überlebensfähigkeit des Nachwuchses erhöhenden Erbgutes.
Nach einer rund 60-tägigen Tragzeit kommen im November oder Dezember meist zwei (seltener auch drei) Jungtiere zur Welt. Teilweise kommt es dann, je nach Gebiet und Dauer der Regenzeit, zu einer zweiten Fortpflanzungsperiode mit einer zweiten Paarungszeit im Dezember und einem zweiten Wurf im Januar und Februar. Die Jungtiere verbringen ihre ersten Lebenswochen im Nest der Mutter. Später werden sie dann von der Mutter während der nächtlichen Aktivität im Maul herumgetragen und jeweils für 1–2 Stunden an wechselnden Stellen im Gestrüpp geparkt, während das Muttertier auf Futtersuche geht. Die Jungtiere werden nach rund einem bis zwei Monaten entwöhnt. Die Geschlechtsreife tritt mit einem bis zweieinhalb Jahren ein. Die Lebenserwartung beträgt bei Tieren in freier Wildbahn sechs bis acht Jahre, Tiere in menschlicher Gefangenschaft können bis zu 15 Jahre alt werden.

## Bedrohung
Die Zerstörung des Lebensraums stellt die Hauptbedrohung für die Mausmakis dar. Insbesondere die Arten mit einem nur kleinen Verbreitungsgebiet sind dadurch gefährdet. Für viele der neu beschriebenen Arten sind jedoch keine Daten verfügbar.

## Arten
In der Vergangenheit ging man von nur zwei (M. murinus, grau mit langen Ohren im Süden und Westen u. M. rufus, rötlich mit kurzen Ohren im Osten) oder drei Arten aus, in jüngerer Zeit wurden jedoch weitere Arten beschrieben, die vor allem anhand ihrer mitochondrialen DNA eindeutig voneinander unterschieden werden, sodass heute 25 Arten der Mausmakis bekannt sind. Es ist aber wahrscheinlich, dass sich diese Zahl noch erhöht.
- Arnhold-Mausmaki (Microcebus arnholdi)[5]
- Berthe-Mausmaki (Microcebus berthae)
- Bongolava-Mausmaki (Microcebus bongolavensis)
- Nosy-Boraha-Mausmaki (Microcebus boraha)
- Danfoss-Mausmaki (Microcebus danfossi)
- Ganzhorns Mausmaki (Microcebus ganzhorni)[2]
- Gerps Mausmaki (Microcebus gerpi)[6]
- Graubrauner Mausmaki (Microcebus griseorufus)
- Jolly-Mausmaki (Microcebus jollyae)
- Jonahs Mausmaki (Microcebus jonahi)[7]
- Goodman-Mausmaki (Microcebus lehilahytsara)
- MacArthur-Mausmaki (Microcebus macarthurii)
- Claire-Mausmaki (Microcebus mamiratra, die 2006 beschriebene Art Microcebus lokobensis ist mit ihm konspezifisch)
- Südöstlicher Mausmaki (Microcebus manitatra)
- Margot-Marsh-Mausmaki (Microcebus margotmarshae)[5]
- Mittermeier-Mausmaki (Microcebus mittermeieri)
- Grauer Mausmaki (Microcebus murinus)
- Zwerg-Mausmaki (Microcebus myoxinus)
- Goldbrauner Mausmaki (Microcebus ravelobensis)
- Brauner Mausmaki (Microcebus rufus)
- Sambirano-Mausmaki (Microcebus sambiranensis)
- Simmons-Mausmaki (Microcebus simmonsi)
- Nördlicher Mausmaki (Microcebus tavaratra)
- Anosy-Mausmaki (Microcebus tanosi)[4][8]
- Marohita-Mausmaki (Microcebus marohita)[4][8]

Die Riesenmausmakis wurden früher ebenfalls zu den Mausmakis gerechnet, werden heute aber in einer eigenen Gattung, Mirza, eingeordnet.